# Давид Дмитрович Городецький
Давид Дмитрович (?—до 1392) — князь Городецький (до 1388—до 1392), був одружений з Марією, донькою великого князя литовського Ольгерда. Походив ймовірно з Турово-пінської гілки Рюриковичів. Згідно з місцевою легендою — засновник міста Давид-Городка.

## Біографія
Вперше згадується у зв'язку з одруженням із Марією Ольгердівною близько 1382 р. У 1386 р. серед інших князів приніс присягу королю польському і великому князю литовському Ягайлу.
26 квітня 1388 р. Давид Дмитрович разом з литовськими князями та боярами поручається перед великим князем литовським Ягайлом за Дмитра-Корибута Ольгердовича.
У 1392 р. уже в іншій поручній, за Гридка Костянтиновича зустрічаємо Івана та Юрія Городецьких, скоріш за все братів Дмитра. Тому ймовірно до цього часу Давид Дмитрович вже був мертвий.
За Ф. І. Леонтовичем, Городецька волость була вотчиною Давида Дмитровича та князів Івана і Юрія. Уступивши головні центри уділу (Пінськ) Наримунту Гедиміновичу старі руські князі змогли затриматись в південних волостях турівського князівства, і заснувати тут як не при Наримунті то при його спадкоємцях новий уділ до якого входили Турівська і Городецька волості з центром в останньому.
Записаний у Любецькому пом’янику разом з дружиною Марією, та у Києво-Печерському пом’янику.

## Сім'я
Дружина: Марія, дочка Великого князя Литовського Ольгерда (1345—1377).
Діти:
- Митько Давидович (?—1440) — князь городецький і турівський (після 1492—1440).
- Володимир Давидович (? — до 1440) — прихильник Свидригайла, згаданий кілька раз у 1430-х рр.